# Storytone
Storytone es el trigésimo sexto álbum de estudio del músico canadiense Neil Young, publicado por la compañía discográfica Reprise Records en noviembre de 2014. El álbum fue grabado en directo en el estudio con una orquesta de 92 miembros, un coro y el propio Young.
El álbum fue precedido del sencillo «Who's Gonna Stand Up?», estrenada en directo durante la gira Alchemy Tour con el grupo Crazy Horse. El tema, una canción protesta donde critica el uso de combustibles fósiles, fue grabado en cuatro versiones distintas: una en directo con Crazy Horse, otra con orquesta, otra solo con guitarra y una última versión con un coro infantil. Las cuatro versiones fueron publicadas como maxisencillo digital el 7 de octubre.
Storytone fue publicado en varios formatos: una edición estándar en CD con diez canciones orquestales, una edición deluxe en CD con las versiones orquestales y en solitario, y una edición en vinilo. La web de Young también publicó una versión en formato Pono, un sistema de audio desarrollado por el músico con archivos digitales de calidad FLAC 192 khz/24-bit.

## Historia
A comienzos de 2014, coincidiendo con el lanzamiento del álbum de versiones A Letter Home, Young comentó su intención de grabar nuevas composiciones con una orquesta. Al respecto, el músico comentó: «Me gustaría hacer un disco con una orquesta, en directo, una grabación en mono con un único micrófono. Quiero hacer algo como eso donde realmente grabemos lo que esté pasando, con un punto de vista y los músicos acercándose y alejándose, del modo en que se hacía en el pasado. Para mí eso es un reto y es un sonido increíble, y no lo puedes obtener de otra manera». Previamente, Young solo había utilizado orquesta en canciones como «A Man Needs a Maid» y «There's a World», del álbum Harvest, mientras que en el disco This Note's for You fue acompañado de una sección de vientos.
La grabación de Storytone comenzó en agosto de 2014, una vez finalizada la gira Alchemy Tour con el grupo Crazy Horse. Durante la gira, Young estrenó el tema «Who's Gonna Stand Up?», una canción protesta contra el uso de combustibles fósiles y en defensa de la protección medioambiental, interpretada como última canción en los conciertos. La versión interpretada en el Echo Arena de Liverpool fue mezclada y publicada como descarga gratuita a través de la web oficial de Young el 9 de septiembre. Dos semanas después, coincidiendo con la People's Climate March, una manifestación para promover una acción global contra el cambio climático, Young publicó otras dos versiones de «Who's Gonna Stand Up?»: una en acústico y otra en versión orquestal, respaldada por una orquesta de 92 músicos y un coro.
La versión orquestal de «Who's Gonna Stand Up?» sentó las bases musicales de Storytone. Producido junto a Niko Bolas, productor de discos como Freedom y Living with War, el álbum supone el primer trabajo de Young en el que no toca ningún instrumento musical. Las canciones, que contaron con arreglos de Michael Bearden y Chris Walden, fueron grabadas en directo en el estudio de grabación, sin ningún tipo de sobregrabación, con Young cantando en el mismo espacio en el que tocaban los músicos.
La grabación de Storytone coincidió también con un periodo de cambios en la vida personal de Young, quien se divorció de su mujer, Pegi, tras 36 años de matrimonio. Según Walden: «[Young] pasó por algunos cambios en su vida privada, que es siempre un tiempo fructífero para nuevas canciones. Así que al parecer una gran cantidad de estas experiencias personales recientes entraron en estas canciones».

## Recepción
Tras su publicación, Storytone fue recibido con críticas mixtas de la prensa musical, con una calificación de 60 sobre 100 en la web Metacritic basada en diecinueve reseñas. Stephen Thomas Erlewine de Allmusic escribió: «Storytone a veces juega como un híbrido de Harvest en su parte más florida y de la arrogancia bloozy de This Note's for You. Una curiosa combinación que no parece tan extrema en el segundo disco del álbum, que alberga interpretaciones en solitario de las diez canciones del disco, sino el hecho de que hay una imagen inversa del álbum que refuerza la impresión de que Young no está por la labor de hacer las cosas sencillas». En otra reseña favorable, Kitty Empire de The Observer escribió: «A medida que Storytone avanza, un cóctel de paraguas de color de rosa sobre la vulnerabilidad, la valentía y Disney, se convierte en apasionante». Por otra parte, Jim Beviglia de American Songwriter comentó: «Las canciones de Storytone se deslizan entre los altos y los bajos con muy pocos movimientos en falso, haciendo de éste un desvío estilístico que lleva a Neil Young muy cerca de su hogar artístico». En el mismo sentido, Phil Gallo, de la revista Billboard, escribió: «La voz áspera de Young falla a la hora de complementar la exquisita orquestación hasta que las dos últimas líneas muestran una intensidad conmovedora. Es lo mismo, también, con sus interpretaciones de blues... A veces, sin embargo, Young y sus varios colaboradores hacen de gel». En una reseña negativa, Kyle Fowle, de The A.V. Club, otorgó al álbum una calificación de D y escribió: «Si A Letter Home funcionaba para resaltar herramientas compositivas como la melodía y la lírica, Storytone hace lo contrario, abrumando cualquier corazón o alma inherente en las composiciones originales de Young». Por otra parte, Pitchfork Media comentó que, «a pesar de su versión dual, Storytone nunca un punto medio cómodo: las versiones orquestales demasiado sensibleras, las versiones en solitario sobrecompartidas».
Desde el punto de vista comercial, Storytone obtuvo resultados inferiores a discos anteriores de Young. Al respecto, alcanzó el puesto veinte en la lista UK Albums Chart, su peor resultado en el país desde el lanzamiento de Fork in the Road. En los Estados Unidos, llegó al puesto treinta y tres, su peor registro desde la publicación de Freedom veinticinco años antes. Su único top 10 tuvo lugar en Noruega, donde llegó al puesto siete de la lista de discos más vendidos.

## Lista de canciones
| N.º | Título                      | Duración |  |
| 1.  | «Plastic Flowers»           | 4:06     |  |
| 2.  | «Who's Gonna Stand Up?»     | 4:23     |  |
| 3.  | «I Want to Drive My Car»    | 3:08     |  |
| 4.  | «Glimmer»                   | 4:59     |  |
| 5.  | «Say Hello to Chicago»      | 4:57     |  |
| 6.  | «Tumbleweed»                | 3:37     |  |
| 7.  | «Like You Used to Do»       | 2:39     |  |
| 8.  | «I'm Glad I Found You»      | 3:39     |  |
| 9.  | «When I Watch You Sleeping» | 5:30     |  |
| 10. | «All Those Dreams»          | 4:25     |  |

| Edición deluxe |                                                    |          |  |
| N.º            | Título                                             | Duración |  |
| 1.             | «Plastic Flowers» (Versión en solitario)           | 4:02     |  |
| 2.             | «Who's Gonna Stand Up?» (Versión en solitario)     | 3:49     |  |
| 3.             | «I Want To Drive My Car» (Versión en solitario)    | 2:22     |  |
| 4.             | «Glimmer» (Versión en solitario)                   | 3:10     |  |
| 5.             | «Say Hello To Chicago» (Versión en solitario)      | 4:54     |  |
| 6.             | «Tumbleweed» (Versión en solitario)                | 3:22     |  |
| 7.             | «Like You Used To Do» (Versión en solitario)       | 2:38     |  |
| 8.             | «I'm Glad I Found You» (Versión en solitario)      | 3:22     |  |
| 9.             | «When I Watch You Sleeping» (Versión en solitario) | 5:34     |  |
| 10.            | «All Those Dreams» (Versión en solitario)          | 3:52     |  |

## Personal
Músicos
- Neil Young: voz, guitarra y piano
- Chris Walden: orquestación y arreglos
- Michael Bearden: orquestación y conducción
- Patrick Russ: orquestación

Personal técnico
- Niko Bolas: productor e ingeniero de sonido
- Al Schmitt: grabación y mezclas
- Chandler Harrod: ingeniero de sonido
- Joe Napolitano: ingeniero asistente
- John Hausmann: ingeniero asistente

## Posición en listas
| País              | Lista                   | Posición |
| ----------------- | ----------------------- | -------- |
| Alemania          | Media Control Chart     | 11       |
| Austria           | Ö3 Austria Top 40       | 15       |
| Bélgica (Valonia) | Ultratop 200 Albums     | 47       |
| Bélgica (Flandes) | Ultratop 200 Albums     | 20       |
| Dinamarca         | Tracklisten Album Chart | 17       |
| España            | Spanish Albums Chart    | 42       |
| Estados Unidos    | Billboard 200           | 33       |
| Finlandia         | Finnish Albums Chart    | 28       |
| Francia           | SNEP Albums Chart       | 54       |
| Noruega           | VG-lista Top 40 Albums  | 7        |
| Países Bajos      | Mega Albums Chart       | 28       |
| Reino Unido       | UK Albums Chart         | 20       |
| Suecia            | Albums Top 60           | 21       |
| Suiza             | Hit Parade Top 100      | 12       |